# Star Trek: Birth of the Federation
Star Trek: Birth of the Federation ("nascita della Federazione") è un videogioco strategico a turni basato su Star Trek che affida al giocatore la gestione di uno degli imperi maggiori del quadrante Alfa: Cardassiani, Romulani, Ferengi, Klingon, Federazione dei Pianeti Uniti con lo scopo di dominare l'universo (domination) o eliminare i propri due maggiori nemici (vendetta).

## Razze in gioco
La storia ha inizio in un periodo non precisato, all'incirca all'epoca dei primi viaggi coloniali, quando ancora ogni civiltà conosceva poco del cosmo. Durante i viaggi interstellari nella galassia le varie civiltà entreranno in contatto con le razze minori e con gli altri imperi, ognuno dei quali ha le sue particolari simpatie e antipatie.
In particolare le cinque razze principali hanno queste caratteristiche:

### Federazione dei Pianeti Uniti
- Attitudine: Pacifici/Diplomatici
- Diplomazia: Pacifici. Le razze minori favoriscono la Federazione
- Navi Hanno lo scudo deflettore col valore più alto (a parità di classe)
- Vendetta:  Romulani e Cardassiani

### Impero Klingon
- Attitudine: Signori della Guerra/Codice d'Onore
- Diplomazia: Ragionevoli ma amanti delle decisioni ferree
- Navi: Hanno il maggior numero di Phaser e i Torpedo più forti. Abilità cloack
- Vendetta:  Cardassiani e Ferengi

### L'Alleanza Ferengi
- Attitudine: Avari/Neutrali
- Diplomazia: Tranquilla/Traditori
- Navi:  Navi Veloci, Gran quantità di Torpedo
- Vendetta:  Klingon e Romulani

### L'impero Romulano
- Attitudine: Xenofobici/Riservati
- Diplomazia: Terribile/Militaristica
- Navi:  Economiche ma non molto potenti. Abilità Cloack
- Vendetta:  Federazione e Ferengi

### L'unione Cardassiana
- Attitudine: Riservati/Militaristi
- Diplomazia: Ottima/Solo Apparente
- Navi:  Le uniche che attaccano in qualsiasi direzione
- Vendetta:  Federazione e Klingon

### Razze minori
Acamariani, Andoriani, Antosiani, Antedeani, Anticani
Bajoriani, Bandi, Benziti, Betazoidi, Boliani, Binari, Caldoniani, Chalnoth, Edo, Ktariani, Malon, Mintikani, Mizariani, Nausicaani, Pakled, Sellay, Sheliak, Takariani, Tarelliani, Tamariani, Trill, Ulliani, Vulcaniani, Yridiani, Zalkoniani.
Per ogni razza esiste una specifica attitudine (scientifica, aggressiva, economica, primitiva) ed una conseguente affiliazione diversa in base all'impero che si utilizza. Inoltre ogni impero ha una sua politica e strategia e si può aumentare o diminuire l'affinità in base all'effettuare o meno talune azioni (ad esempio la federazione disapprova i bombardamenti planetari, i klingon disprezzano i sotterfugi e i sabotaggi).

## Sistema di gioco
Il sistema di gioco è uno strategico a turni in cui, nel proprio turno, si possono impostare rotte delle navi, iniziare le terraformazioni o le colonizzazioni, costruire avamposti o stazioni spaziali (necessari per ampliare l'impero o per supportare le navi a corto raggio), impostare la costruzione di strutture nei pianeti, modificare le opzioni di ricerca, spionaggio e sabotaggio, usare la diplomazia o impostare gli attacchi ai pianeti. Esistono anche delle fasi in tempo reale durante le battaglie. si ha un turno per impostare la strategia e poi si vede l'animazione dell'attacco e si può decidere la successiva strategia.

### Colonizzazione
La colonizzazione si svolge attraverso l'uso delle navi-colonia (quelle klingon sono le uniche armate) che devono terraformare almeno un pianeta del sistema prima della colonizzazione. ogni pianeta ha delle particolarità, delle capacità e dei livelli di terraformazione diversi:
- Classe M  Terrestre: non necessita di terraformazione (in genere c'è già una razza)
- Classe O  Oceanico: Bonus cibo e possibilità di struttura speciale
- Classe Y  Vulcanico: Bonus energia
- Classe G  Desertico: Bonus Energia
- Classe P  Artico: Possibilità di struttura speciale
- Classe J  Terroso: Possibilità di struttura speciale
- Classe L  Giungla: Bonus cibo
- Classe B  Gigante gassoso: Inabitabile

Avvenuta la colonizzazione si partirà con 2 fattorie lv 1 (a livelli di colonizzazione più elevati anche una fabbrica lv 1). Da lì si deve pian piano espandere il pianeta facendo attenzione alle risorse di cibo, alla velocità di costruzione, all'energia necessaria per molte strutture (difensive e bonus), ai centri ricerca e di intelligence. Ogni struttura necessita di una unità di popolazione (corrispondente a 10 milioni di persone) e fornisce una quantità di "punti" pari al numero di unità impiegate per il livello dell'upgrade della struttura (fino a 9) più i bonus delle strutture speciali.
Più cibo c'è più popolazione si sfama (e più cresce velocemente); Maggiori punti industria velocizzano le costruzioni; maggiore energia alimenta le strutture difensive, di produzione aggiunta e le batterie orbitali; ricerca e intelligence aumentano rispettivamente la velocità di ricerca e la forza di spionaggio dei nemici. bisogna trovare un perfetto equilibrio, considerando che ogni razza è più favorita in taluni campi piuttosto che altri, e hanno tutte delle strutture esclusive.

### Diplomazia
Esistono diversi stadi di diplomazia, in base alle razze (principali o secondarie). Per le razze principali vi sono i Patti di non aggressione (nessuna nave entra nel territorio dell'altro), amicizia (si possono intrattenere rapporti commerciali), affiliazione (libero traffico nello spazio altrui) e alleanza (i due imperi si alleano diventando un'unica cosa, seppur sempre gestiti autonomamente; importante per la condizione di vittoria "dominazione"). per le razze minori invece vi è solo amicizia, affiliazione e membership (diventano parte del vostro impero e vengono gestiti dal giocatore, che ha accesso alle strutture uniche della razza).
Esistono poi altre tre opzioni: regalo (aumenta l'affinità con la razza regalandole dei crediti), richiesta (richiesta di cessione territori contesi o un tributo per la causa), patto di guerra (solo tra razze principali per coalizzarsi contro un nemico comune), dichiarazione di guerra (per poter attaccare i pianeti nemici e conquistarli).

### Ricerca & spionaggio
Esistono 6 campi di ricerca, ciascuno necessario per lo sblocco di alcune strutture o navi (a volte è necessario il raggiungimento del livello da parte di diversi campi per lo sblocco effettivo) e sono:
Energia, Biotecnologia, Computer, Propulsione, Costruzioni, Armamenti (in ordine dal più veloce al più lento). Ogni campo ha un suo massimo livello raggiungibile e una quantità diversa di punti necessari (e noi possiamo operare per destinare una percentuale dei punti prodotti dai nostri laboratori alla ricerca, decidendo ove concentrare i nostri sforzi).
esistono diversi utilizzi invece per l'intelligence: abbiamo una percentuale di 100% (destinata alla sicurezza interna) che possiamo abbassare per spionaggi o sabotaggi verso le altre razze nei seguenti settori: generale, economia, ricerca, militare. In questo modo possiamo anche far ricadere la colpa su altre razze (e aizzarli gli uni contro gli altri), rubare tecnologie o sabotare le navi nemiche (i cardassiani sono maestri in ciò). tutto ovviamente a scapito della nostra sicurezza interna.

### Eventi casuali
Gli eventi casuali (oltre a comete che distruggono popolazioni, cambiamenti di clima planetario, guasti, morti, epidemie et similia) consistono nell'apparizione di diverse navi nemiche più o meno forti e più o meno ostili.
- Cubo Borg: viaggia di pianeta in pianeta assimilandone la popolazione e rendendo quasi inutilizzabile il sistema assorbito. molto coriaceo richiede una nutrita flotta per la sua distruzione. (TNG: Chi è Q)
- Calamariano: entità gassosa molto potente (in grado di distruggere una nave in un colpo) che viaggia per la distruzione di avamposti e basi stellari. (TNG: Deja Q)
- Dreadnought dei Chodak: nave che viaggia per lo spazio. pacifica se non attaccata.
- Drone da Combattimento: Drone che vuole essere distrutto ma che combatterà fino alla morte.
- Guardiano di Edo: pacifico, ma più forte dei borg. staziona su rubicuun e non fa nulla se non provocato. (TNG: Il Giudizio)
- Entità Cristallina: Tendenze simili ai borg (di assimilazione pianeti). molto forte ma una base spaziale può tenerle testa. (TNG: DataLore)
- Gomtuu: astronave che cerca un posto per morire. se lasciata in pace non farà nulla ma se attaccata reagirà pesantemente. (TNG: L'uomo di Latta)
- Razziatore Husnock: Terribile nave, di una ormai estinta razza, che viaggia col solo scopo di distruggere tutto. difficile da combattere. (TNG: I Sopravvissuti)
- Nave Tarelliani: Nave veloce ma senza armamenti, utile per fare esperienza. unico punto di forza: può devastare il tuo sistema madre in pochi turni. (TNG: Haven)

### Battaglie
Ogni nave ha le seguenti caratteristiche: Scudi (si rigenerano a fine battaglia), Hull (necessita di riparazioni), Phaser (quantità e danno), Torpedo (quantità e danno), velocità (quanti quadranti per turno), raggio (distanza massima raggiungibile), Costo di costruzione e mantenimento. Ogni razza ha diversi valori di ogni categoria e, a volte, più tipi di navi per categoria. inoltre ogni nave si distingue per lo scopo e le possibilità che ha (le classi sono comuni per ogni razza):
- Scout: Destinata all'esplorazione è l'unica nave a lungo raggio (la USS Enterprise era uno di questi vascelli). poco armata viene utilizzata fin dalle fasi iniziali del gioco (si parte sempre con una di queste) per esplorare la galassia.
- Colonizzatrice: nave a medio raggio destinata alla terraformazione e alla colonizzazione di nuovi mondi.
- Trasporto truppe: nave a medio raggio abilitata alla costruzione di avamposti (ne serve una) o starbase (evoluzione di un avamposto, serve una seconda nave) oppure per l'assalto planetario e la conquista di un sistema nemico.
- Classe Destroyer: la più rapida delle navi, dedita al pattugliamento dei confini del proprio impero grazie alla grande abilità di intercettamento.
- Classe Incrociatore: La nave classica da combattimento, forte in gruppo ma necessita di alte navi di supporto per le battaglie più impegnative.
- Classe Incrociatore d'Assalto: Incrociatore adatto all'assalto planetario e all'annichilimento dei pianeti nemici.
- Classe Incrociatore Comando: La più forte delle navi, pesantemente armata e corazzata (e anche molto costosa come costruzione e manutenzione) da dei bonus alla flotta d'attacco cui fa parte.
- Classe Incrociatore Pesante: La migliore nave (in termini qualità prezzo) ottima per il supporto della flotta d'attacco.

Ogni nave ha un equipaggio che guadagna esperienza in base al numero di battaglie vinte (o alla quantità di allenamento effettuata nei centri addestramento, se disponibili) e un diverso set di tattiche, in stile sasso/carta/forbice (una tattica è indicata contro un'altra e debole contro una terza). Vi sono 6 tattiche di questo genere (3 contro navi piccole e 3 contro navi grandi o flotte). Esistono poi altre 3 tattiche: fuga, evasione, suicidio (schiantandosi contro la nave nemica).